# تيرينس فريدريك
تيرينس فريدريك (بالإنجليزية: Terrence Frederick)‏ هو لاعب كرة القدم الكندية أمريكي، ولد في 10 فبراير 1990 في كاتي في الولايات المتحدة.

## وصلات خارجية
- تيرينس فريدريك على موقع مرجع كرة القدم المحترفة.كوم (الإنجليزية)